# Теорема Шокли — Рамо
Теорема Шокли — Рамо — это метод расчёта электрического тока, индуцированного зарядом, движущимся вблизи электрода. Он основан на идее, согласно которой ток, индуцируемый в электроде, возникает из-за мгновенного изменения линий электростатического поля, которые заканчиваются на электроде, а не количества заряда, получаемого электродом в секунду. Теорема появилась в статье Уильяма Шокли 1938 года «Токи в проводниках, индуцированные движущимся точечным зарядом» (англ. Currents to Conductors Induced by a Moving Point Charge) и годом позже в статье Саймона Рамо 1939 года, озаглавленной «Токи, индуцированные движением электрона» (англ. Currents Induced by Electron Motion).
Теорема Шокли — Рамо утверждает, что мгновенный ток i, индуцируемый на данном электроде из-за движения заряда, определяется выражением:
{\displaystyle i=E_{v}qv}
где
q — заряд частицы
v — её мгновенная скорость
Ev — составляющая электрического поля в направлении v в точке положения заряда при следующих условиях: заряд удалён, потенциал данного электрода увеличен до единичного потенциала и все другие проводники заземлены.
Эта теорема нашла применение в самых разных приложениях и областях, включая детектирование излучения полупроводниками и расчёты движения заряда в белках.